# Sigöldulón
Sigöldulón ist ein Stausee in Island. Er wird auch Krókslón (früher: Krókalón) genannt und befindet sich im Süden des Landes nicht weit von Landmannalaugar und etwas südlich des Stausees Þórisvatn auf dem Gemeindegebiet von Rangárþing ytra.
Seine Fläche misst 14 km².
Der Fluss Tungnaá durchströmte hier einen Tuffsteinwall namens Sigalda, der sich auf 600 m Höhe befand. Man baute einen bis zu 40 m hohen Damm im oberen Teil der Schlucht und staute den Fluss auf. 
Inzwischen hat man die Wasser umgeleitet, so dass sie durch Röhren fließen, die zum Kraftwerk Sigalda gehören, das seit 1973 existiert. Es umfasst drei 50 MW-Turbineneinheiten.